# Erica Moore
Erica Moore (* 25. März 1988 in Seymour, Indiana) ist eine ehemalige US-amerikanische Leichtathletin, die sich auf den Mittelstreckenlauf spezialisiert hat. Ihren größten Erfolg feierte sie mit dem Gewinn der Bronzemedaille über 800 Meter bei den Hallenweltmeisterschaften 2012 in Istanbul.

## Sportliche Laufbahn
Erica Moore wuchs in Indiana auf und absolvierte ein Studium an der Indiana State University. Ihre einzige internationale Meisterschaftsteilnahme war im Jahr 2012, als sie bei den Hallenweltmeisterschaften in Istanbul in 1:59,97 min die Bronzemedaille hinter der Kenianerin Pamela Jelimo und Natalija Lupu aus der Ukraine gewann. 2014 bestritt sie ihre letzte Wettkampfsaison und beendete daraufhin ihre aktive sportliche Karriere im Alter von 26 Jahren.
2012 wurde Morre US-amerikanische Hallenmeisterin im 800-Meter-Lauf.

## Persönliche Bestleistungen
- 400 Meter: 52,60 s, 7. Mai 2010 in Bloomington
- 800 Meter: 1:59,97 min, 11. März 2012 in Istanbul
- 400 m Hürden: 56,21 s, 16. Mai 2010 in Normal